# Hydraena ancylis
Hydraena ancylis är en skalbaggsart som beskrevs av Perkins 1980. Hydraena ancylis ingår i släktet Hydraena och familjen vattenbrynsbaggar. Inga underarter finns listade i Catalogue of Life.